# Żabia Kazalnica

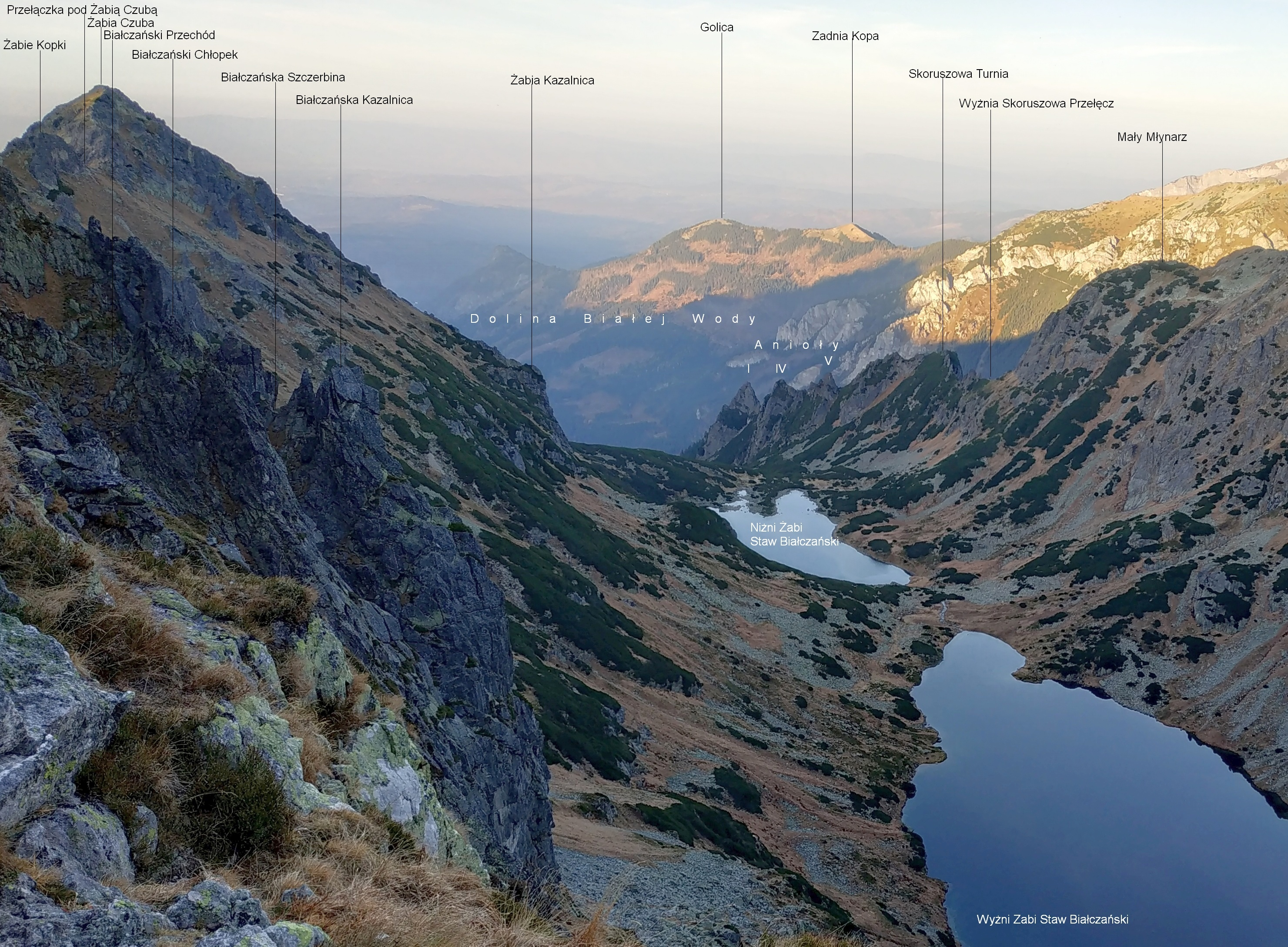

Żabia Kazalnica (niem. Doppelschlucht, słow. Žabia kazateµnica, węg. Kettős-vályú, ok. 2050 m) – wybitna formacja skalna w masywie Żabiej Czuby w słowackiej części Tatrach Wysokich. Znajduje się na dolnym końcu jej północno-wschodniej grzędy w Dolinie Żabich Stawów Białczańskich. Jest to ściana o wysokości około 140 m i podstawie opadającej ku zachodniemu brzegowi Niżniego Żabiego Stawu Białczańskiego. Z prawej strony ograniczona jest głębokim kominem. 
Z Przełączki pod Żabią Czubą przejście pod ścianę Żabiej Kazalnicy jest łatwe (0 w skali tatrzańskiej, 20 min). Odkrywcą i zdobywcą Żabiej Kazalnicy byli Andrzej Lejczak i Maciej Pawlikowski. W latach 1991–92 przeszli na niej jako pierwsi dwie drogi wspinaczkowe. Obecnie jednak rejon ten znajduje się w zamkniętym dla turystów i taterników obszarze ochrony ścisłej Tatrzańskiego Parku Narodowego i TANAP-u.
1. Wbrew halnemu (prawą częścią wschodniej ściany); IV, czas przejścia 3 godz.
2. Barwy jesieni (środkiem wschodniej ściany); VI, A1, 6 godz.[2].